# 플러그 컴퓨터

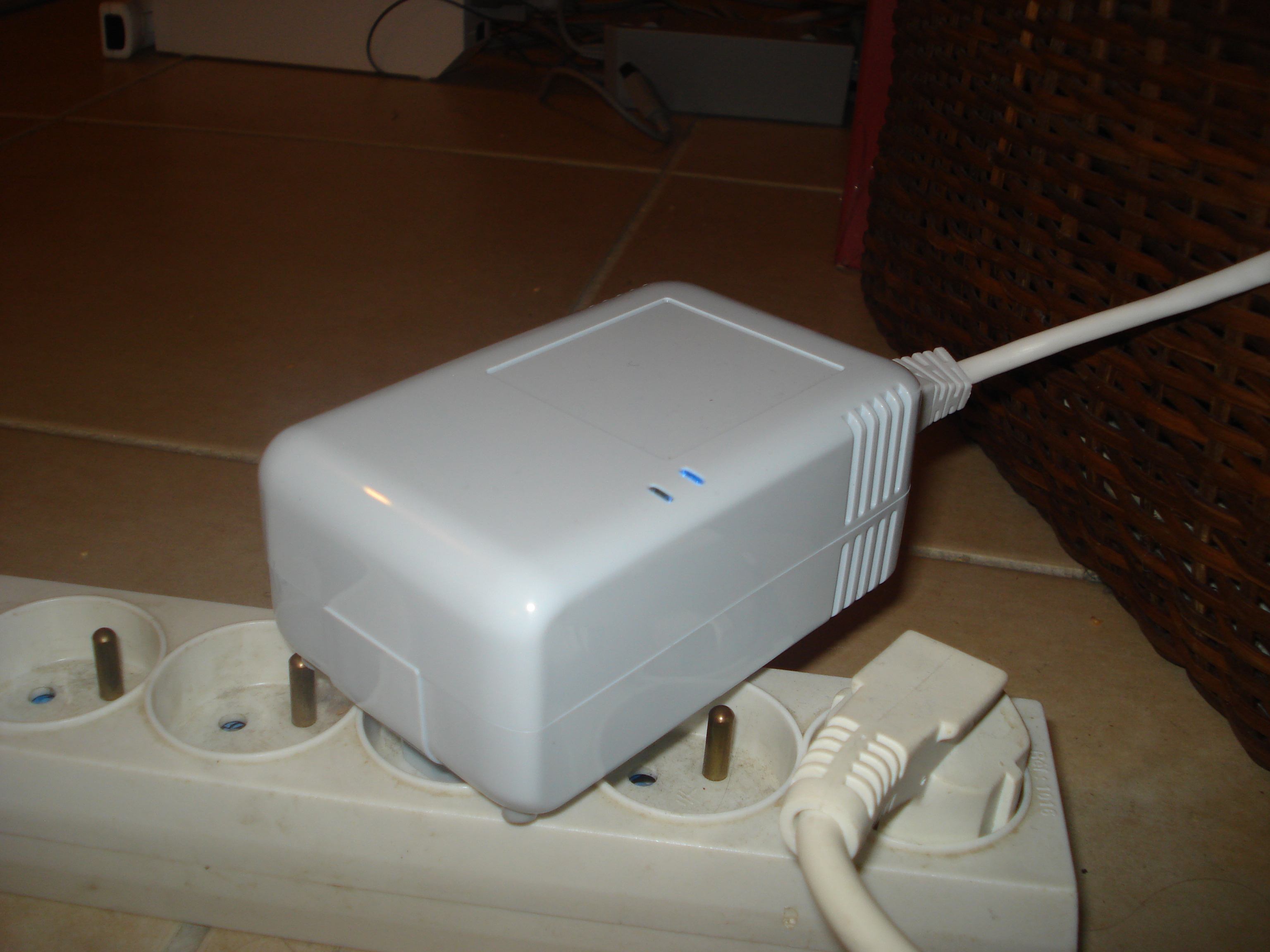
마벨 테크놀로지 그룹의 시바플러그 플러그 컴퓨터

플러그 컴퓨터(Plug computer)는 집이나 사무실에서 소형 컴퓨터로 사용하도록 구성되는 외부 장치이다. 이 이름은 이러한 장치의 작은 구성에서 파생되었다. AC 전원 플러그나 AC 어댑터에 포함되어 있는 경우가 많다.

## 설명
플러그 컴퓨터는 여러 입출력 하드웨어 포트(USB 포트, 이더넷 커넥터 등)를 갖춘 고성능, 저전력 시스템 온 칩 프로세서로 구성된다. 대부분의 버전에는 디스플레이 연결 기능이 없으며 미디어 서버, 백업 서비스 또는 파일 공유 및 원격 액세스 기능을 실행하는 데 가장 적합하다. 따라서 가정 내 프로토콜(예: DLNA 및 SMB(서버 메시지 블록))과 클라우드 기반 서비스 간의 브리지 역할을 한다. 그러나 아날로그 VGA 모니터 및 HDMI 커넥터가 있는 플러그 컴퓨터 제품도 있다. 이 커넥터는 여러 개의 USB 포트와 함께 디스플레이, 키보드 및 마우스의 사용을 허용하므로 본격적인 저전력 대안이 된다. 데스크톱과 노트북 컴퓨터까지. 일반적으로 다양한 리눅스 배포판을 실행한다.
플러그 컴퓨터는 일반적으로 전력을 거의 소비하지 않으며 가격도 저렴하다.

## 역사
이러한 유형의 여러 다른 장치들이 2009년 소비자 가전 전시회에서 등장하기 시작했다.
- 2009년 1월 6일 CTERA Networks는 로컬 디스크 속도로 온라인 백업을 제공하고 파일 공유 서비스를 오버레이하는 CloudPlug라는 장치를 출시했다.[1] 이 장치는 또한 모든 외부 USB 하드 드라이브를 네트워크 결합 스토리지 장치로 변환한다.[2][3]
- 2009년 1월 7일, 클라우드 엔진스는 Pogoplug 네트워크 액세스 서버를 공개했다.[4][5][6][7]
- 2009년 1월 8일, Axentra는 HipServ 플랫폼의 가용성을 발표했다.[8]
- 2009년 2월 23일, 마벨 테크놀로지 그룹은 플러그 컴퓨터를 중심으로 한 미니 산업을 구축할 계획을 발표했다.[9][10]
- 2009년 8월 19일, CodeLathe는 TonidoPlug 네트워크 액세스 서버의 가용성을 발표했다.[11]
- 2009년 11월 13일, QuadAxis는 QuadPlug와 QuadPC를 특징으로 하고 수정된 리눅스인 QuadMix를 실행하는 플러그 컴퓨팅 장치 제품 라인과 개발 플랫폼을 출시했다.[12]
- 2010년 1월 5일, Iomega는 iConnect 네트워크 액세스 서버를 발표했다.[13]
- 2010년 1월 7일, Pbxnsip는 IP 통신 플랫폼인 pbxnsip를 실행하는 플러그 컴퓨팅 장치 sipJack을 출시했다.[14]

## 같이 보기
- 컴퓨터 어플라이언스
- 라즈베리 파이
- 스틱 PC